# Donatella Bisutti
Donatella Bisutti (Milano, 1948) è una poetessa e traduttrice italiana.

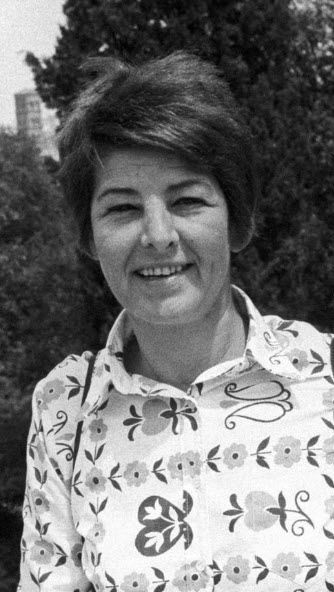
Donatella Bisutti (1969).

Come traduttrice ha lavorato per Bompiani e Arnoldo Mondadori Editore traducendo poesie di Erica Jong, Edmond Jabès, Bernard Noël. Sempre per Mondadori ha curato i profili di Charles Dickens, Daniel Defoe, William Hogarth per le collane Biblioteca dei giganti della letteratura e  I geni dell'arte. Membro del comitato di redazione del periodico "Poesia", è anche attiva nella letteratura per l'infanzia, come autrice, curatrice della raccolta L'albero delle parole: grandi poeti di tutto il mondo per i bambini (Milano, Feltrinelli, 1979, ristampato più volte fino al 2009), con la partecipazione all'antologia curata da Antonio Porta L'astromostro (Milano, Feltrinelli, 1980), insieme con autori quali Italo Calvino, Maria Corti, Raffaele La Capria, Luigi Malerba, Rossana Ombres, Ferruccio Parazzoli.

## Opere principali
- Inganno ottico, presentazione di Maurizio Cucchi, Milano, Società di poesia, 1985; Premio Montale per l’inedito; edizione francese Le leurre optique, traduit de l'italien et préfacé par Bernard Noël, Le Muy, Editions Unes, 1988[3]
- L'albero delle parole : grandi poeti di tutto il mondo : per i bambini, a cura di Donatella Bisutti, Feltrinelli, 1982
- La poesia salva la vita: capire noi stessi e il mondo attraverso le parole, con uno scritto di Attilio Bertolucci, Milano, Mondadori, 1992; ristampato nel 1998 negli Oscar Mondadori[4] e nel 2016 nell'Universale Economica Feltrinelli[5]
- Voglio avere agli occhi azzurri: storie di Simona, Milano, Bompiani, 1997
- Tentazioni, Osnago, Pulcinoelefante, 1998
- Colui che viene, prefazione di Mario Luzi, Novara, Interlinea edizioni, 2005
- Le parole magiche, Milano, Feltrinelli, 2008
- Rosa alchemica, Milano, Crocetti, 2011, Premio Laudomia Bonanni; Die Alchymische rose, Wien, Locker, 2020
- Storie che finiscono male, Torino, Einaudi ragazzi, 2017
- Sciamano: inediti 2015-2020, testi 1985-1999, Gottaminarda, Delta 3, 2021
- Parole per la testa! Da dove arrivano i modi di dire?, Milano, Feltrinelli, 2022
- Ogni spina ha la sua rosa: aforismi, Bologna, Pendragon, 2022